# Horst-Heinrich Brauß
Horst-Heinrich Reinhard Brauß (* 18. Mai 1953 in Heidelberg) ist ein Generalleutnant außer Dienst des Heeres der Bundeswehr. Von Oktober 2013 bis Juli 2018 war er Beigeordneter Generalsekretär der NATO für Verteidigungspolitik und Streitkräfteplanung (Assistant Secretary General for Defence Policy and Planning) im Internationalen Stab der NATO in Brüssel.

## Militärische Laufbahn

### Ausbildung und erste Verwendungen
Brauß trat im Juli 1972 in Wildflecken in die Bundeswehr ein und wurde im Feldartilleriebataillon 121 in Tauberbischofsheim zum Feuerleit- und Beobachtungsoffizier ausgebildet. Von 1974 bis 1978 studierte er Erziehungswissenschaften und Neuere Geschichte an der Universität der Bundeswehr München und schloss das Studium als Diplompädagoge ab. Es folgten Verwendungen als Beobachtungsoffizier und Batteriechef im Feldartilleriebataillon 41 in Regensburg. Von 1981 bis 1984 war Brauß erster hauptamtlicher Jugendoffizier der 4. Panzergrenadierdivision, ebenfalls in Regensburg.

### Dienst als Stabsoffizier
Brauß absolvierte von 1984 bis 1986 den 27. Generalstabslehrgang Heeres an der Führungsakademie der Bundeswehr in Hamburg, wo er zum Offizier im Generalstabsdienst ausgebildet wurde, und wurde daraufhin zur Vorbereitung der Deutsch-Französischen Heeresübung 1987 „Kecker Spatz/Moineau Hardi“ als Generalstabsoffizier z. b. V. (zur besonderen Verwendung) im Stab des II. Korps in Ulm eingesetzt. Von Oktober 1987 bis Anfang 1990 diente er als Abteilungsleiter für Operationen und Ausbildung (G3) im Stab der Heimatschutzbrigade 56 in Neuburg an der Donau. Dem folgte eine Verwendung als Sekretär des Konsiliums der Führungsakademie der Bundeswehr unter Werner von Scheven und Klaus Reinhardt. Anschließend wurde Brauß Kommandeur des Panzerartilleriebataillons 165 in Wentorf. Von 1992 bis 1997 war er Referent und anschließend Arbeitsbereichsleiter im Planungsstab des Bundesministers der Verteidigung, damals Volker Rühe, im Bundesministerium der Verteidigung in Bonn unter Ulrich Weisser. Dem folgte eine Verwendung als Dezernatsleiter im Stab des Deutschen Militärischen Vertreters im Militärausschuss (MC) der NATO und der EU/WEU unter Klaus Wiesmann, gefolgt von Klaus Olshausen, in Brüssel.

### Aufgaben im Generalsrang
Im Frühjahr 2001 wurde Brauß Kommandeur der Panzerbrigade 42 „Brandenburg“ in Potsdam und war dabei von Juni bis Dezember 2002 als Chef des Stabes im Hauptquartier der Stabilisation Force (SFOR) der NATO in Sarajewo/Bosnien und Herzegowina eingesetzt. Im April 2004 wurde er Assistant Chief of Staff und Abteilungsleiter der Operations/Exercises Division im Militärstab der Europäischen Union in Brüssel und von 2005 an erster Direktor der damals neu gegründeten Civil-Military Cell und des EU Operations Centre, ebenfalls im EU-Militärstab, bevor er ab September 2007 die Dienststelle des Stellvertretenden Beigeordneten Generalsekretärs der NATO für Verteidigungspolitik und Streitkräfteplanung im Internationalen Stab der NATO in Brüssel übernahm.
Im Oktober 2013 wurde Brauß zum Generalleutnant befördert.
Bis Juli 2018 war er Beigeordneter Generalsekretär der NATO für Verteidigungspolitik und Streitkräfteplanung und damit zugleich Abteilungsleiter der Defence Policy and Planning Division im internationalen Stab der NATO und Vorsitzender des Defence Policy and Planning Committee des Nordatlantikrates. Er war zuständig für die Vorbereitung der verteidigungspolitischen Aspekte der NATO-Gipfeltreffen in Wales 2014, Warschau 2016 und Brüssel 2018.
Danach wurde er Senior Associate Fellow der Deutschen Gesellschaft für Auswärtige Politik. Er arbeitet in den Feldern europäische Sicherheit und Verteidigung, Entwicklung der NATO und Kooperation zwischen NATO und EU.
Im Zusammenhang mit der Nuklearen Teilhabe stellte er die amerikanischen Nuklearwaffen in Europa als wichtiges Element der NATO-Strategie heraus. Dabei machte er deutlich, dass über den Einsatz eines europäischen Kampfflugzeugs mit US-Nuklearwaffen stets die verantwortliche Regierung – also auch die deutsche – entscheidet.

### Einsätze
- Juni bis Dezember 2002: Chef des Stabes SFOR in Sarajewo, Bosnien und Herzegowina

## Privates
Brauß ist verheiratet, evangelischer Konfession und hat drei erwachsene Söhne.

## Schriften
- mit Ben Hodges & Julian Lindley-French: Moving mountains for Europe’s defense - cepa.org (pdf, 72 S.)